# Anna Maria Badia i Martí
Anna Maria Badia i Martí és una jurista i professora universitària catalana, catedràtica de Dret internacional públic a la Universitat de Barcelona (UB), centre on imparteix des del 1986. És membre del grup de recerca consolidat Àrea Dret Internacional Públic i Relacions Internacionals, des de la seva creació el 1995; i actualment del grup de recerca Dret internacional i dret de la Unió Europea. És directora del màster en Estudis Internacionals des del 2006. I, el 2020, va ser membre del grup de treball que vetlla pels drets fonamentals durant la pandèmia de COVID-19, òrgan creat per a assessorar la Generalitat de Catalunya.
Exerceix la docència en les següents matèries: Organitzacions internacionals (grau de Dret i Ciències polítiques), Ordenament jurídic internacional (màster oficial en Internacionalització: Aspectes econòmics, empresarials i jurídic–polítics), i Arranjament pacífic de controvèrsies internacionals (màster en Dret).
Com a investigadora, s'ha centrat en la recerca –entre altres– sobre les noves tecnologies i el dret internacional; sobre l'autodeterminació dels pobles colonials (Sàhara Occidental, Palestina, Timor Oriental…), sobre el tràfic de persones (dones i nens), sobre organitzacions internacionals, i sobre observació electoral.
Alhora, a més de nombrosos articles i contribucions en obres col·lectives, és autora de diverses obres, entre les quals:
- El arreglo pacífico de controversias en la Organización de las Naciones Unidas (Librería Bosch, 1994).
- La función de desarrollo progresivo del derecho internacional por la Asamblea General de las Naciones Unidas respecto al arreglo pacífico de controversias internacionales (Universitat de Barcelona, 1990).
- La participación de la ONU en procesos electorales (Mc Graw Hill, 1997).
- Agua, recurso natural limitado. Entre el desarrollo sostenible y la seguridad internacional (Marcial Pons, 2018).